# Allie Long
Alexandra Linsley Long (* 13. August 1987 in Huntington, New York) ist eine US-amerikanische Fußballspielerin, die seit der Saison 2021 beim NJ/NY Gotham FC unter Vertrag steht. 2014 spielte sie erstmals für die Frauen-Fußballnationalmannschaft der Vereinigten Staaten.

## Karriere

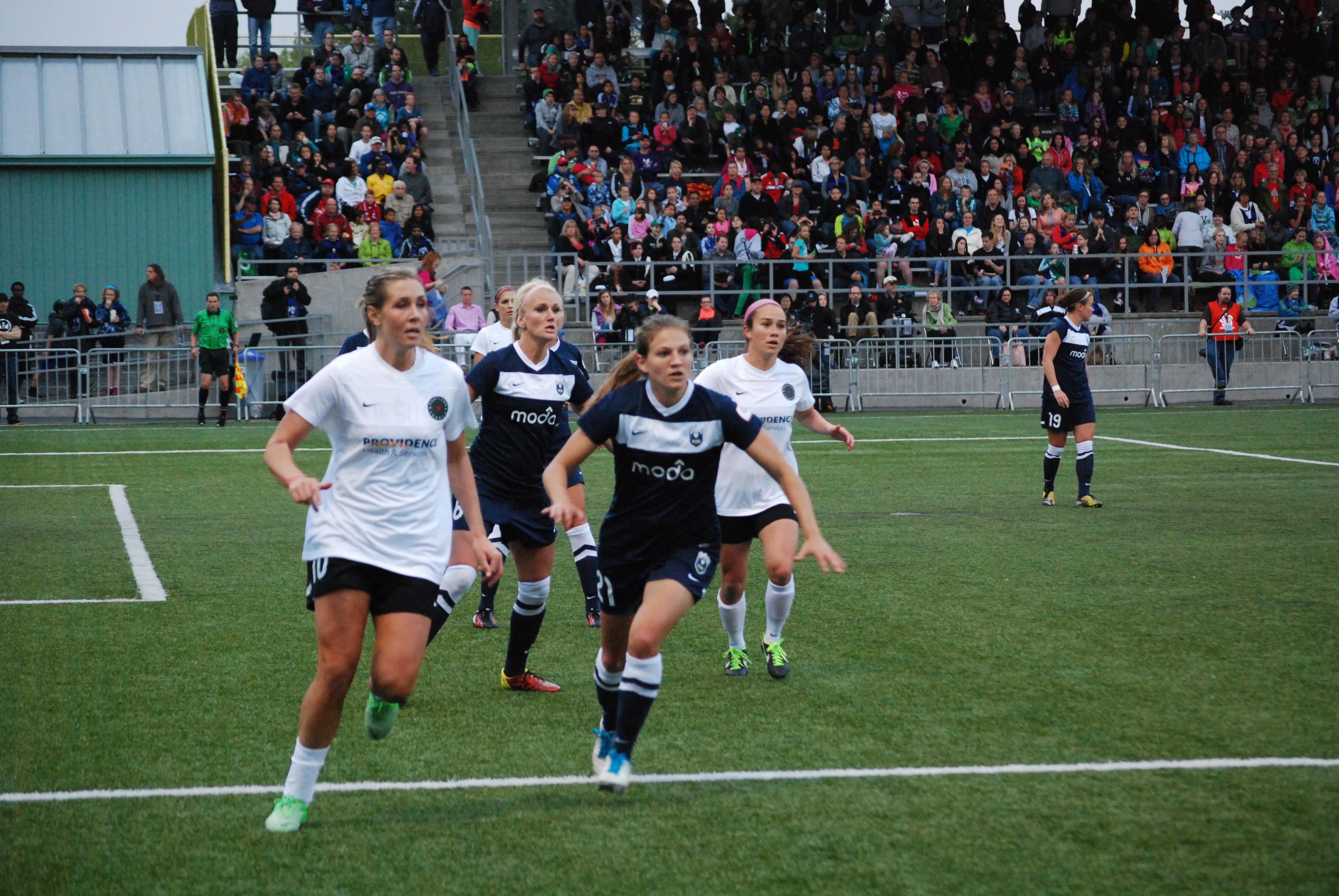
Long (links) in einem Ligaspiel gegen den Seattle Reign FC (2013)

### Verein
Von 2009 bis 2011 spielte Long für die Franchises Washington Freedom und Sky Blue FC in der WPS. In der Saison 2011/12 lief sie für den französischen Erstligisten Paris Saint-Germain auf und kam im Rückspiel des Achtelfinales der UEFA Women’s Champions League 2011/12 gegen den 1. FFC Frankfurt zum Einsatz. Nach der 0:3-Hinspielniederlage konnte PSG zwar das Rückspiel mit 2:1 gewinnen, wobei sie die beiden Tore für PSG erzielte, dies reichte aber nicht zum Weiterkommen. gegen Ende der Saison erlitt sie eine Fußverletzung und kehrte im April 2012 in ihre Heimat zurück. Dort schloss sie sich nach der Auflösung der WPS dem WPSL-Elite-Teilnehmer New York Fury an.
Im Januar 2013 wurde Long vom Portland Thorns FC verpflichtet, ihr Ligadebüt gab sie dort am 13. April 2013 gegen den FC Kansas City. Am 12. Mai erzielte sie bei einem 2:0-Sieg gegen die Chicago Red Stars ihren ersten Treffer in der NWSL. Am Ende der Saison gewann Long mit Portland die erste Meisterschaft in der neugegründeten NWSL, zu der sie nicht zuletzt mit ihrem 3:2-Siegtreffer in der Verlängerung des Play-off-Halbfinales gegen den FC Kansas City beigetragen hatte. Im Dezember wechselte Long kurzzeitig auf Leihbasis zum Chelsea LFC und nahm mit diesem am Mobcast Cup 2013 teil.
In der Saison 2015 gehörte sie mit zehn Toren zu den drei zweitbesten Torschützinnen, belegte mit ihrer Mannschaft aber nur den sechsten Platz.
In der Saison 2017 erreichte sie mit den Thorns erneut das Finale und gewann dieses mit 1:0 gegen North Carolina Courage, wobei sie aber erst in der Nachspielzeit eingewechselt wurde.
Zur Saison 2018 wechselte sie zum Ligakonkurrenten Seattle Reign FC. Mit dem Verein erreichte sie das Halbfinale der NWSL Championship Play-offs, verlor dieses aber mit 1:2 gegen ihren vorherigen Verein Portland Thorns FC. Zur Saison 2019 erfolgte der Umzug des Teams nach Tacoma und wurde in Reign FC umbenannt.

### Nationalmannschaft
Long spielte für die US-amerikanischen Nachwuchsnationalmannschaften in den Altersklassen U-20, U-21 und U-23. Mit der U-20-Mannschaft nahm sie an der U-20-Fußball-Weltmeisterschaft der Frauen 2006 teil, wo sie das Spiel um Platz 3 gegen Brasilien im Elfmeterschießen verloren und sie eine der Fehlschützinnen war. Im Juli 2010 wurde sie von Nationaltrainerin Pia Sundhage erstmals in ein Trainingscamp der US-amerikanischen A-Nationalmannschaft berufen, kam jedoch in keinem Länderspiel zum Einsatz. Ihre nächste Einladung erhielt Long erst knapp vier Jahre später im Mai 2014 von Interimstrainerin Jill Ellis. Im Zuge dessen kam sie am 8. Mai 2014 beim 1:1 gegen Kanada zu ihrem ersten Einsatz in der A-Nationalmannschaft. 2014 kamen dann noch drei weitere Spiele hinzu. Im WM-Jahr 2015 wurde sie nicht berücksichtigt. Für das Qualifikationsturnier für die Olympischen Sommerspiele 2016 im Februar 2016 wurde sie auch nicht berücksichtigt. Erst im April kam sie wieder zum Einsatz und erzielte beim 7:0 gegen Kolumbien ihre ersten beiden Länderspieltore. Sie wurde dann auch für die Olympischen Spiele in Rio de Janeiro nominiert. Dort wurde sie in den vier Spielen eingesetzt. Durch die Niederlage im Elfmeterschießen des Viertelfinales gegen Schweden, bei dem sie aber schon nicht mehr auf dem Platz stand, erreichten die US-Girls erstmals nicht das Halbfinale. Insgesamt kam sie 2016 in 16 der 25 Länderspiele der US-Mannschaft zum Einsatz. 2017 kam sie auf 13 Länderspiele, wobei sie siebenmal in der Startelf stand. 2018 waren es dann nur noch sieben Spiele – davon zwei beim gewonnenen SheBelieves Cup 2018 – mit einem Startelfeinsatz. Beim Sieg im Tournament of Nations 2018 saß sie dagegen nur dreimal auf der Bank und für den CONCACAF Women’s Gold Cup 2018 wurde sie nicht berücksichtigt. 2019 kam sie erst bei den beiden Testspielen im April wieder zu Kurzeinsätzen. Dennoch wurde sie am 1. Mai 2019 für die WM 2019 nominiert. Bei der WM hatte sie nur einen 31-minütigen Einsatz im zweiten Gruppenspiel gegen Chile, als die meisten Stammspielerinnen nicht eingesetzt wurden. Sie wurde für die gelbverwarnte Lindsey Horan eingewechselt, erhielt aber zwei Minuten vor dem Spielende ebenfalls die Gelbe Karte.

## Erfolge
- 2013, 2017: Meisterschaft in der NWSL (Portland Thorns FC)
- Gewinn des SheBelieves Cup 2018 und des Tournament of Nations 2018 (ohne Einsatz)
- Gewinn der Fußball-Weltmeisterschaft der Frauen 2019 (1 Einsatz)

## Auszeichnungen
- 2015, 2016: Wahl in die NWSL Best XI

## Privatleben
Am 29. Oktober 2016 heiratete sie Jose Batista, mit dem sie zusammen außerhalb der Freiluftsaison Futsal spielt.